# Viramosaari
Viramosaari är en ö i Finland. Den ligger i sjön Kärinki och i kommunen Ruokolax i den ekonomiska regionen  Imatra ekonomiska region  och landskapet Södra Karelen, i den södra delen av landet, 250 km nordost om huvudstaden Helsingfors. Öns area är 4,4 hektar och dess största längd är 320 meter i öst-västlig riktning.